# Игроки и шпионы
«Игроки и шпионы» — студийный альбом русской рок-группы «Ва-Банкъ», изданный в 2005 году на лейбле Real Records.

## Список композиций
| №   | Название                       | Текст песни        | Музыка         | Длительность |
| --- | ------------------------------ | ------------------ | -------------- | ------------ |
| 1.  | «Голодные пули»                | Исмагилов          | Левитин        | 3:31         |
| 2.  | «Игроки и шпионы»              | Скляр              | Левитин, Скляр | 3:35         |
| 3.  | «Радиодыры»                    | Исмагилов, Левитин | Левитин        | 4:34         |
| 4.  | «Их много»                     | Галанин, Скляр     | Левитин        | 3:58         |
| 5.  | «Новые китайцы»                | Скляр              | Скляр          | 5:01         |
| 6.  | «Жизнь на пять четвертей»      | Левитин, Исмагилов | Левитин        | 4:14         |
| 7.  | «Огонь - вода»                 | Скляр              | Левитин, Скляр | 3:58         |
| 8.  | «Легко»                        | Скляр              | Ва-Банкъ       | 2:43         |
| 9.  | «Куклы»                        | Скляр              | Скляр          | 4:48         |
| 10. | «Доверяя»                      | Левитин, Исмагилов | Левитин        | 4:51         |
| 11. | «Озеро»                        | Левитин            | Левитин        | 4:12         |
| 12. | «Есть моря... (Белый корабль)» | Скляр              | Скляр          | 5:31         |

## Участники записи
| - Александр Ф. Скляр — вокал, гитара - Сергей Левитин — гитара, бэк-вокал - Алик Исмагилов — бас-гитара, бэк-вокал - Андрей Белизов — барабаны, перкуссия, бэк-вокал | Приглашённые музыканты - Александр Белоносов — клавишные - Александр Бялый — фагот |